# Borbon
Borbon (Bayan ng Borbon) är en kommun i Filippinerna. Kommunen tillhör provinsen Cebu och ligger på ön med samma namn. Folkmängden uppgår till 28 571 invånare.

## Barangayer
Borbon är indelat i 19 barangayer.
| - Bagacay - Bili - Bingay - Bongdo - Bongdo Gua - Bongoyan - Cadaruhan - Cajel - Campusong - Clavera | - Don Gregorio Antigua - Laaw - Lugo - Managase - Poblacion - Sagay - San Jose - Tabunan - Tagnucan |